# Пуэрилизм
Пуэрилизм (лат. puer — ребенок, лат. puerilis — детский) или Пуэрилизм Дюпре — истерический психоз, проявляющийся ярко выраженным «детским» поведением у взрослых пациентов на фоне истерически суженного сознания, один из вариантов реактивного психоза (F23.9), специфичен для Синдрома Ганзера (F44.80) и псевдодеменции. Термин предложен Эрнестом Дюпре в 1903 году. Синдром пуэрилизма изучали А. Н. Бунеев (1944), И. Н. Введенский (1944), 3. Г. Турова (1954, 1959), Н. И. Фелинская (1961, 1965) и другие.
Типичные проявления: психогенные реакции истерического типа, регресс психической деятельности (нарушение речи, нарушения моторики и поведения, детские эмоциональные реакции) при сохранении взрослых привычек (например, курения) и жизненного опыта.
Чаще всего временное состояние, однако, в некоторых случаях бывает необратимым (интеллектуальная регрессия или «вторичный инфантилизм» у пациентов зрелого возраста в результате шизофрении). Может также наблюдаться при гебефренической шизофрении (F20.1), органическом поражении центральной нервной системы (старческое слабоумие, прогрессивный паралич, опухоли головного мозга). Транзиторный пуэрилизм может наблюдаться в остром периоде черепно-мозговой травмы, при сотрясениях мозга и особенно при травме, вызванной взрывной волной.
Пуэрилизм может по мере дальнейшего углубления реактивного состояния смениться синдромом «одичания», при котором регресс психической деятельности достигает крайней степени (больные ползают на четвереньках, едят руками из тарелки, рычат, лают, кусают проходящих за ноги и др.). В отдельных случаях пуэрилизм может сменяться психогенным ступором.